# Památník maratónu míru
Památník maratónu míru se nachází na náměstí Maratónu míru v košické městské části Staré Město. Odhalen byl v roce 1959.
Na památníku se nachází text NENIKHKAMEN (v překladu z řečtiny Zvítězili jsme), což byl podle legendy výkřik běžce – Athéňana – oznamujícího vítězství.

## Socha
Autorem tři metry vysoké sochy nahého běžce vytvořené z bronzu umístěné na podstavci z požárské žuly je akademický sochař Arpád Račko.